# プレイアデス舞曲集
プレイアデス舞曲集（ぷれいあですぶきょくしゅう、英題:Pleiades Dances）は、吉松隆の作曲したピアノ独奏のための小品集。2017年時点で計9巻が書かれている。

## 概要
第1巻である「I」は1986年に成立し、1987年3月に初演された。以降長期間にわたって断続的に書き継がれ、最新の「IX」は2001年に書かれた。既発表の全曲を田部京子が録音しており、I～Vの録音が行われて以降に書かれたVI～IXは全て田部に献呈されている。
プレアデス星団（プレイアデス7姉妹）にちなんで、「虹の7つの色、いろいろな旋法の7つの音、3拍子から9拍子までの7つのリズム、などを素材にした『現代ピアノのための新しい形をした前奏曲集』への試み」として書かれた。それぞれの曲は比較的簡素で薄いテクスチュアで書かれており、各種の教会旋法の利用や、頻繁な拍子の変更、ヨハン・ゼバスティアン・バッハのインヴェンションを意識した対位法的な書法が特徴的である。
なお、「V」と「VI」が書かれた中間にあたる1997年にこの連作への「補遺」として、「消えたプレイアードによせて」と副題のある小品「ピアノ・フォリオ」が書かれ、これも田部に献呈されている。

## 楽曲
各巻は7曲ずつからなり、1曲ごとの演奏時間は1分～3分程度。吉松は「抜粋あるいは自由な組み合わせによる演奏も可能」としている。
また、ピアノ独奏以外の編成で演奏される場合もある。IIやIIIには別編成の異稿が作られており、VIIIは二十絃筝のための「すばるの七ツ」Op.78の編曲であるほか、演奏者の自由で打楽器を追加しての演奏も許容されている。
- プレイアデス舞曲集 I Op.27 （1986）

1. フローラル・ダンス
2. ほぼ2声のインヴェンション
3. アップル・シード・ダンス
4. 水によせる間奏曲
5. リーフレット・ダンス
6. ほぼ3声のインヴェンション
7. プラタナス・ダンス

- プレイアデス舞曲集 II Op.28 （1987）

1. 消極的な前奏曲
2. 図式的なインヴェンション
3. 線形のロマンス
4. 鳥のいる間奏曲
5. 断片的な舞曲
6. 小さな乾いたフーガ
7. 積極的なロンド

- プレイアデス舞曲集 III Op.35 （1988）

1. さりげない前奏曲
2. 左寄りの舞曲
3. 球形のロマンス
4. 右寄りの舞曲
5. 聖歌の聞こえる間奏曲
6. 過去形のロマンス
7. 多少華やかな円舞曲

- プレイアデス舞曲集 IV Op.50 （1992）

1. 前奏曲の記憶
2. 静なる雨の雅歌
3. 西に向かう舞曲
4. 間奏曲の記憶
5. 遠く暗い牧歌
6. 東に向かう舞曲
7. アレルヤの季節

- プレイアデス舞曲集 V Op.51 （1992）

1. 前奏曲の映像
2. 暗い朝のパヴァーヌ
3. 午後の舞曲
4. 傾いた哀歌
5. 夕暮れのアラベスク
6. 真夜中のノエル
7. ロンドの風景

- プレイアデス舞曲集 VI Op.71 （1998）

1. 小さな春への前奏曲
2. 春の終わりのワルツ
3. 夏のパストラル
4. けだるい夏へのロマンス
5. 秋の舟唄
6. 冬のパストラル
7. ロンド...春ふたたび

- プレイアデス舞曲集 VII Op.76 （1999）

1. 途切れた淡い前奏曲
2. 静止した夢のパヴァーヌ
3. 数え直しのワルツ
4. 流動的なインベンション
5. 遠い夢のロマンス
6. 柔らかな時の舞曲
7. 優しき風のロンド

- プレイアデス舞曲集 VIII Op.78a （2000）

1. 月のプレリュード
2. 火のモデラート
3. 水のアンダンテ
4. 木のスケルツォ
5. 金のアダージョ
6. 土のアレグロ
7. 日のポストリュード

- プレイアデス舞曲集 IX Op.85 （2001）

1. しなやかな前奏曲
2. 水晶の小さなロマンス
3. 穏やかな角度のワルツ
4. 星降る夜の子守歌
5. 放物線をしたロマンス
6. 夢みるアラベスク
7. フィナーレの風景